# Fernando Marín (actor)
José Guillermo Fernando Marín Calvo (n. Madrid, 30 de mayo de 1940), más conocido como Fernando Marín, es un actor, sindicalista y político comunista español.

## Biografía

### Trayectoria como actor
Hijo, nieto y bisnieto de actores, se licenció en Arte Dramático y Dirección Audiovisual por la Real Escuela Superior de Arte Dramático.
Su carrera como actor se extendió entre los años cincuenta y los noventa. Trabajó bajo las órdenes de directores como José Tamayo, Adolfo Marsillach, Miguel Narros o Juan Antonio Bardem, y fue compañero de reparto de Fernando Fernán Gómez, José Sacristán, Amparo Baró, Rocío Dúrcal e Isabel Pantoja, entre otros.

### Actividad política y sindical
Es militante en el Partido Comunista de España (PCE) desde 1964 y afiliado al sindicato Comisiones Obreras (CC.OO.) desde 1967. Sin haber terminado el franquismo, y con CC.OO. todavía en la clandestinidad, Marín fue miembro fundador de la Unión Sindical de Madrid Región (USMR) y de la Federación de Espectáculos, siendo el primer secretario general de esta última. Miembro del Consejo Confederal de CC OO, fue responsable de la Comisión de Cultura del Comité Central del PCE en 1978. Fue fundador y primer secretario general de la Unión de Actores, y colaboró en la fundación de Artistas Intérpretes, Sociedad de Gestión (AISGE).
Ejerció varios cargos de Izquierda Unida Comunidad de Madrid (IU-CM) desde su fundación.
En 1995 entró en el puesto 19 de la lista de IU para las elecciones autonómicas. IU obtuvo los mejores resultados de su historia, con 17 escaños. Debido a los sucesivos fallecimientos del número 17, Miguel Bilbatúa, y del número 18, José Pérez, Marín acabó ocupando el que para entonces se había apodado como el «escaño maldito» de IU en la IV legislatura de la Asamblea de Madrid. En la V legislatura (1999-2003), así como en la breve VI legislatura (2003), volvió a ejercer como diputado en la Asamblea, siendo en ambas ocasiones elegido vicepresidente tercero de la Cámara. De nuevo, volvió a ocupar un escaño en la VII legislatura (2003-2007) de la Asamblea de Madrid.
En la VII Asamblea de IU-CM, celebrada el 18 de abril de 2004, Marín fue elegido coordinador regional con el 53% de los votos. Tras su nombramiento, hizo una renovación total del grupo parlamentario de la Asamblea de Madrid, ya que consideraba que el coordinador general de IU también tenía que ser el portavoz de la coalición en la Asamblea de Madrid. Dimitió de su cargo el 1 de abril de 2008, citando «motivos personales».

## Obras selectas

### Cine
- Más bonita que ninguna (1965)
- Ley de raza (1970), como Juan Pedro
- Los crímenes de Petiot (1973)
- El amor del capitán Brando (1974), como Panta
- La mujer es cosa de hombres (1976)
- El diputado (1978), como Policía
- La rusa (1987), como Escolta
- Yo soy esa (1990), como Acompañante de Rafael

### Series de televisión
- Este es mi barrio (1996-1997), de Antena 3
- Todos los hombres sois iguales (1996), de Telecinco